# Megacephala laevicollis
Megacephala laevicollis is een keversoort uit de familie van de loopkevers (Carabidae). De wetenschappelijke naam van de soort werd in 1880 als Styphloderma laevicolle gepubliceerd door Charles Owen Waterhouse.